# 聖坂支援学校
聖坂支援学校（ひじりざかしえんがっこう）とは、神奈川県横浜市中区山手町にある私立の特別支援学校。

## 概要
知的障害者を小学部から高等部専攻科までを一貫して教育する。特別支援学校では珍しく、キリスト教の教えに根ざした活動を行っている。学校名の「聖坂」は学校の前にある坂道の名前だが、公式名がなかった坂道に創設者の伊藤伝が命名したものである。

同校の前身は水上生活者の子弟のために設立された日本水上小学校である。

## 設置学部
- 小学部
- 中学部
- 高等部
  - 本科
  - 専攻科

## 沿革
- 1967年 - 開校
- 1979年 - 中学部開設
- 1982年 - 高等部開設
- 1985年 - 専攻科開設
- 2023年 - 学校名が「聖坂養護学校」から「聖坂支援学校」に変更

## 服装
全学部とも制服や体操服などの規定品は用意されず、完全な私服校となっている。